# 塞爾扣克 (堪薩斯州)
塞爾扣克（Selkirk）為一座位在美國堪薩斯州威奇托縣的非建制地區。海拔高度1,050公尺（3,455英尺），聯邦資料處理標準代碼為20-63900，地名資訊系統編號為471496。

## 歷史
此社區的郵政局於1887年2月19日開設，1980年8月9日裁撤。